# Wietnam na Mistrzostwach Świata w Lekkoatletyce 2013
Wietnam na Mistrzostwach Świata w Lekkoatletyce 2013 – reprezentacja Wietnamu podczas Mistrzostw Świata w Moskwie liczyła 1 zawodnika.

## Występy reprezentantów Wietnamu
| Konkurencja          | Zawodnik              | Finał    | Finał   |
| Konkurencja          | Zawodnik              | Rezultat | Pozycja |
| -------------------- | --------------------- | -------- | ------- |
| Chód na 20 km kobiet | Nguyễn Thị Thanh Phúc | 1:36:27  | 48.     |